# Mutiny on the Bounty (película de 1935)
Mutiny on the Bounty —título original en inglés traducible como «El motín de la Bounty»—, conocida en Hispanoamérica como Motín a bordo y en España como La tragedia de la Bounty y Rebelión a bordo, es una película estadounidense basada en la novela homónima de Charles Nordhoff y James Norman Hall. Fue dirigida por Frank Lloyd y contó con Clark Gable, Charles Laughton, Herbert Mundin, Franchot Tone, Donald Crisp y Dudley Digges en los papeles principales. 
Mutiny on the Bounty ganó el Oscar a la mejor película del año, y tuvo candidaturas a otros siete: las de Laughton, Gable y Tone al mejor actor, así como las de mejor director, mejor montaje, mejor banda sonora y mejor guion.

## Argumento
Basada en la trilogía de novelas por Charles Nordhoff y James Norman Hall sobre el motín a bordo de la "Bounty", la película relata el viaje del barco a Tahití para recoger retoños del árbol del pan con la finalidad de ser plantados en las colonias británicas de las Indias Occidentales y proveer de alimento barato a los esclavos. Pero durante el viaje la actitud tiránica del capitán Bligh (Charles Laughton) convierte el viaje en algo insoportable para la tripulación. El primer oficial Fletcher Christian (Clark Gable) no está de acuerdo con la estricta aplicación de la disciplina que hace el capitán, ya que considera que resulta nefasta para la moral de los marineros, cuya vida es de por sí bastante dura. El contraste entre la vida paradisíaca en Tahití y el regreso a la rutina de a bordo desemboca en un motín dirigido por Christian, que regresa a Tahití con la Bounty abandonando a Bligh y unos cuantos de sus fieles en una chalupa en alta mar. Bligh, al que hasta ahora conocíamos como pésimo gestor de recursos humanos, se revela como un magnífico navegante y un tipo corajudo capaz de llevar el pequeño bote hasta el lejano puerto de Timor. Bligh regresa a Tahití a bordo del "Pandora" para ajustar las cuentas con los amotinados, pero Christian avista el barco y prepara la Bounty para zarpar de Tahití... ¿conseguirán escapar?
Este hecho resulta fílmicamente muy dramático pero es históricamente inexacto: en la realidad histórica, Bligh navegaba en esos momentos a bordo del "Providence" en una segunda misión -esta vez coronada por el éxito- en pos del árbol del pan, siendo el "Pandora" capitaneado por el capitán Edward Edwards.

## Reparto

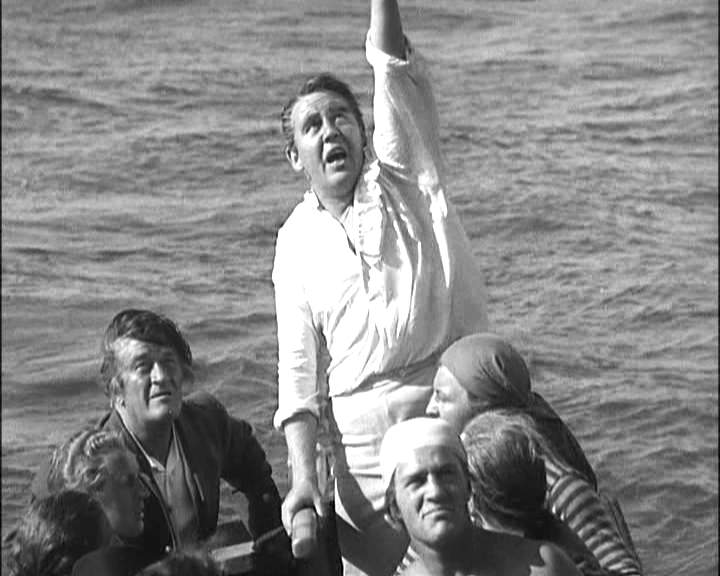
Charles Laughton como el Capitán Bligh a la deriva por Fletcher Christian (Clark Gable)

- Charles Laughton como William Bligh
- Clark Gable como Fletcher Christian
- Franchot Tone como Byam
- Herbert Mundin como Smith
- Eddie Quillan como Thomas Ellison
- Dudley Digges como Bacchus
- Donald Crisp como Burkitt
- Henry Stephenson como Sir Joseph Banks
- Francis Lister como Capt. Nelson
- Spring Byington como Mrs. Byam
- Movita Castaneda como Tehani (como Movita)
- Mamo Clark como Maimiti (como Mamo)
- David Torrence como Lord Hood
- Ivan F. Simpson como Morgan (como Ivan Simpson)

## Recepción

### Crítica
Las críticas contemporáneas fueron entusiastas. Andre Sennwald, de The New York Times , escribió: "Siniestro, brutal, absolutamente romántico, hecho de horror y coraje desesperado, es una fotoplay tan salvajemente emocionante y tremendamente dramática como la que ha salido de Hollywood en los últimos años. La trilogía Nordhoff-Hall nació, por supuesto, para ser filmado, y Metro-Goldwyn-Mayer le ha dado el tipo de producción que merece una gran historia ". The Hollywood Reporter dijo que era "una de las mejores películas de todos los tiempos", con "el barrido épico del mar". Variety lo llamó "Hollywood en su máxima expresión. La historia ciertamente no podría haber sido presentada tan poderosamente a través de ningún otro medio".

### Taquilla
Según los registros de MGM, la película ganó $ 2 250 000 en los Estados Unidos y Canadá y $ 2 210 000 en otros lugares, lo que resultó en una ganancia de $ 909 000.
Fue la tercera película más popular en la taquilla británica en 1935–36.

## Comentarios
En su reposición en las pantallas españolas tras la guerra civil, Mutiny on the Bounty se tituló La tragedia de la Bounty, por considerar las autoridades de la dictadura franquista que la palabra «rebelión» no era aceptable. El título se ha mantenido tras el estreno de la versión de 1962, que en subsiguientes reposiciones, pases televisivos y ediciones en vídeo usurparía el título original en castellano con el que se estrenó la de 1935.

## Premios y nominaciones
National Board of Review
| Año  | Reconocimiento              | Resultado |
| ---- | --------------------------- | --------- |
| 1935 | Diez mejores filmes del año | Incluida  |